# Gniew (stad)
Gniew (Duits: Mewe) is een stad in het Poolse woiwodschap Pommeren, gelegen in de powiat Tczewski. De oppervlakte bedraagt 6,23 km², het inwonertal 6844 (2005).
Gniew ligt op de linkeroever van de Wisła (Duits: Weichsel)